# Daniele Massaro
Daniele Massaro (Monza, 23 de maio de 1961) é um ex-futebolista italiano que atuava como atacante.

## Carreira
Massaro é o décimo sétimo maior artilheiro da história do Milan, com 64 gols em nove temporadas. Ficou conhecido no Brasil por ter marcado um gol na derrota milanesa por 3 a 2 contra o São Paulo, na final do Copa Intercontinental de 1993.
Embora tivesse se destacado no Milan, Massaro jogou por outros clubes: Monza, Fiorentina, Roma e Shimizu S-Pulse, onde encerrou a carreira aos 36 anos.

## Seleção Italiana
Massaro jogou a Copa do Mundo de 1982, mas não chegou a se destacar. Integrou a Seleção Italiana nos Jogos Olímpicos de 1984, de Los Angeles.
Participou da Copa do Mundo de 1994, nos Estados Unidos, onde desperdiçou a quarta cobrança de pênalti na ocasião, decretando a derrota da Azzurra na final.

## Títulos
Milan
- Serie A: 1987–88, 1991–92, 1992–93 e 1993–94
- Supercopa da Itália: 1988 e 1992
- Supercopa da UEFA: 1989, 1990 e 1994
- Copa Intercontinental: 1989 e 1990
- Liga dos Campeões da UEFA: 1989–90 e 1993–94

Seleção Italiana
- Copa do Mundo FIFA: 1982